# Sonja Ashauer
Sonja Ashauer (São Paulo, 9 de abril de 1923 — São Paulo, 21 de agosto de 1948) foi a primeira brasileira a concluir um doutorado em física e a segunda mulher a se graduar em física no Brasil, junto a Elisa Frota Pessoa, que se graduou no mesmo ano na Universidade do Brasil. Sonja foi aluna do célebre físico britânico Paul Dirac na Universidade de Cambridge e uma proeminente física teórica.

## Biografia
Sonja nasceu em São Paulo, em 1923. Filha do engenheiro hidráulico de origem alemã Walter Ashauer e de Herta Graffenbengertambém alemã, seu irmão caçula, Niels Ashauer quatorze anos mais novo que Sonja, também seguiu carreira na engenharia. Ashauer demonstrou desde cedo uma inteligência excepcional, motivada em grande parte por seu pai. Durante o seu ensino primário estudou na Escola Alemã Vila Mariana, escola Bilíngue para filhos de imigrantes alemães. Fez seus estudos secundários no Ginásio da Capital do Estado de São Paulo, onde foi colega de classe do também físico Roberto Salmeron e do jurista Hélio Bicudo. Nessa escola ela aprendeu idiomas como inglês e francês, podendo ser considerada poliglota, dada sua fluência já existente em português e alemão. Além disso, foi durante o seu ensino secundário que ela construiu uma base sólida em física, química e matemática.

Ingressou no curso de física na Faculdade de Filosofia, Ciências e Letras da Universidade de São Paulo em 1940 e graduou-se bacharel em física em 1942, fazendo parte da brilhante geração de físicos formados por Gleb Wataghin, natural da Rússia e grande contribuidor para as pesquisas de física no Brasil e na Itália e um dos precursores da física no Brasil. Já na graduação ela era reconhecida como uma excelente estudante por seus professores, como observa-se no relato de Marcelo Damy:
"Ela sempre se distinguiu como uma das melhores estudantes na Faculdade e mostra um grande entendimento dos problemas da Física."

Terminou sua licenciatura em Física no início de 1944, apesar de nunca ter demonstrado interesse em ser professora e foi contratada por Gleb Wataghin como assistente de Cadeira de Física Teórica e Física Matemática. Durante sua atuação como assistende de Wataghin, ela trabalhou em vários problemas de mecânica quântica, especialmente em estatísticas de núcleos e partículas elementares em temperaturas extremamente altas. Ainda nesse ano Sonja publicou um artigo nos Anais da Academia Brasileira de Ciências, no qual calcula o coeficiente de absorção de radiação para o efeito fotoelétrico com dois estudos de caso: fóton absorvido por um elétron ligado, ou não, a um núcleo. Em 1945 recebeu uma bolsa para estudar na Universidade de Cambridge, onde trabalhou por três anos sob a orientação do prêmio nobel Paul Dirac e desempenhava a função de assistente da cadeira de Física Teórica e Matemática no Departamento de Física da mesma faculdade. Nesse período, Sonja concentrou-se nos problemas da recém formulada eletrodinâmica quântica. Durante sua estadia em Cambridge, ela manteve contato por correspondência com Gleb Wataghin, onde ficam evidentes a amizade e o respeito que tinham um pelo outro. Em uma carta de 29 de Março de 1947, ela escreve a Wataghin dizendo que Dirac havia acabado de voltar dos Estados Unidos e já se preparava para passar um ano em Princeton, de forma que ela teria que ficar sob supervisão de alguém que poderia não ter interesse no trabalho que estava desenvolvendo. Ela também comenta a dificuldade que estava tendo para definir o foco principal de sua pesquisa e Wataghin responde que, embora não pudesse ajudar com sugestões de tema, ela poderia voltar para o Brasil e reassumir seu cargo de 2ª assistente. Na mesma carta ele escreve ainda:
"Não dê importância extrema para o título acadêmico. Para mim, o que realmente importa é a pesquisa."
Ashauer, juntamente com outros físicos do Departamento de Física da FFCL, viu sua estadia em Cambridge não apenas como uma oportunidade individual de ganhar experiência no estrangeiro, mas como um meio necessário para garantir que ideias científicas e contribuições de outros países pudessem chegar ao departamento.
Por vezes, enviava artigos que achava interessante, já em outras ocasiões, chegava a enviar livros didáticos inteiros. Em uma de suas cartas, Ashauer enviou a Wataghin um exemplar da edição de 1939 do livro didático de Dirac, The Principles of Quantum Mechanics, com a intenção de integrar esse material ao planejamento do curso na FFCL.
Em junho do mesmo ano, ela volta a escrever para ele dizendo que até dezembro terminaria sua tese e voltaria para o Brasil. É importante ressaltar que quando Sonja começou suas pesquisas na Inglaterra, às mulheres só era permitido obter o título de bacheral. Após o ano de 1948, elas conquistam o direito de obter todos os títulos, de forma que, no mesmo ano, Sonja Ashauer foi uma das primeiras mulheres a obter doutoramento concedido pela Universidade de Cambridge, defendendo a tese "Problems on electrons and electromagnetic radiation". Com o diploma de PhD em mãos e três trabalhos publicados no Mathematical Proceedings of the Cambridge Philosophical Society e no Proceedings Royal Society, ela retorna para a Universidade de São Paulo e retoma seu cargo de assistente do professor Gleb Wataghin. Ela foi a primeira mulher brasileira a ser nomeada membro da Cambridge Philosophical Society. 

Destaca-se em todos os relatos sobre Ashauer sua grande competência para a Física, sendo descrita por Dirac como:
"(...) ela era sempre muito industriosa e aguda em seu trabalho, e fez úteis contribuições à ciência, que sobreviverão em seus trabalhos publicados."

## Morte
Sonja teve uma morte prematura, aos 25 anos, no dia 21 de agosto de 1948, somente cinco meses depois de ter retornado ao Brasil. Ela foi internada no Hospital Alemão Oswaldo Cruz (antigamente, Hospital Alemão) na cidade de São Paulo pela família, porém, já se encontrava extremamente doente. Em seu atestado de óbito, diz-se que a causa da morte foi “broncopneumonia, miocardite e colapso cardíaco”.

## Publicações
- Ashauer, S. (1948). "A Generalization of the Method of Separating Longitudinal and Transverse Waves in Electrodynamics" Proc R Soc A 194: 206-217. DOI: 10.1098/rspa.1948.0074 (preview)
- Ashauer, S. (1947). "On the self-accelerating electron". Mathematical Proceedings of the Cambridge Philosophical Society, 43, pp 506-510. DOI: 10.1017/S0305004100023768. (preview)